# أندرو لين
أندرو لين (بالإنجليزية: Andrew Lyne)‏ (و. 1942 – م) هو فيزيائي، وعالم فلك من المملكة المتحدة . ولد في بورتسموث .
وهو عضواً في الجمعية الملكية .

## التعليم
تعلم في كلية سانت جونز

## مناصب وهيئات
أدار جامعة مانشستر.

## جوائز
حصل على جوائز منها:
- ميدالية هرشل (1992)
- زميل في الجمعية الملكية.